# Matei Suciu
Matei Suciu (n. 12 iulie 1968, Secaș, Timiș, Republica Socialistă România, România) este un politician român, ales senator în 2012. La alegerile din 2016, Matei Suciu a candidat pentru un post de deputat, dar inițial nu a fost ales. Cu toate acestea, la scurt timp după alegeri, după ce Călin-Ionel Dobra a demisionat pentru a deveni președinte al Consiliului Județean Timiș, Matei Suciu i-a luat locul acestuia în Camera Deputaților.  